# Somme de contrôle BSD
L'algorithme de somme de contrôle BSD (en anglais BSD checksum) est un algorithme de somme de contrôle très utilisé. Il a été implémenté dans les distributions BSD et est également disponible dans l'utilitaire en ligne de commande GNU sum.

## Code de l'algorithme
Ci-dessous la partie correspondant à la somme de contrôle BSD du code source C de GNU sum (sous licence GPL). Ce code calcule une somme de contrôle de 16 bits en sommant tous les octets du flux d'entrée. Pour éviter les failles posées par un simple ajout d'octets, les bits de la somme de contrôle sont permutés de façon circulaire vers la droite de 1 bit à chaque itération.
```
int
 
bsdChecksumFromFile
(
FILE
 
*
fp
)
 
/* fp: gestionnaire du fichier d'entree */

{

    
int
 
ch
;
                       
/* Le dernier caractère lu. */

    
int
 
checksum
 
=
 
0
;
             
/* La somme de contrôle modulo 2^16. */

    
while
 
((
ch
 
=
 
getc
(
fp
))
 
!=
 
EOF
)
 
{

        
checksum
 
=
 
(
checksum
 
>>
 
1
)
 
+
 
((
checksum
 
&
 
1
)
 
<<
 
15
);

        
checksum
 
+=
 
ch
;

        
checksum
 
&=
 
0xffff
;
       
/* ET binaire équivalent à un modulo 2^16 */

    
}

    
return
 
checksum
;

}

```

Le code ci-dessous est un fragment de code java qui calcule une somme de contrôle de 8 bits de long. Il ajoute chaque bit du tableau d'entrée après avoir effectué une permutation circulaire de la somme de contrôle.
```
byte
 
checksum
(
byte
[]
 
input
)
 
{

    
byte
 
checksum
 
=
 
0
;

    
for
 
(
byte
 
cur_byte
:
 
input
)
 
{

        
checksum
 
=
 
(
byte
)
 
(((
checksum
 
&
 
0xFF
)
 
>>
 
1
)
 
|
 
(
checksum
 
<<
 
7
));
 
// Permuation circulaire

        
checksum
 
=
 
(
byte
)
 
(
checksum
 
+
 
cur_byte
);
                        
// Ajouter le segment suivant

    
}

    
return
 
checksum
;

}

```

## Explication de l'algorithme
comme mentionné ci-dessus, cet algorithme calcule une somme de contrôle en segmentant les données et en ajoutant à chaque segment un accumulateur dont les bits sont permutés de façon circulaire entre chaque sommation. Pour veiller à ce que la somme de contrôle soit sur 4 bits, on applique une opération modulo 2^4 qui est équivalente à un ET bit à bit avec le masque 1111.
Exemple : Somme de contrôle 4-bit avec des segments de  4-bit de long (big-endian)

```
Entrée: 101110001110
```

Premier tour :
```
 Somme de contrôle: 0000        seg : 1011
```

a) Permutation circulaire de la somme de contrôle :
```
 0000 → 0000
```

b) Ajout du segment et modulo :
```
 0000 + 1011 = 1011 → 1011 & 1111 = 1011
```

Deuxième tour :
```
 Somme de contrôle : 1011        seg : 1000
```

a) Permutation circulaire de la somme de contrôle:
```
 1011 → 1101
```

b) Ajout du segment et modulo :
```
 1101 + 1000 = 10101 → 10101 & 1111 = 0101
```

Troisième tour :
```
 Somme de contrôle : 0101        seg : 1110
```

a) Permutation circulaire de la somme de contrôle:
```
 0101 → 1010
```

b) Ajout du segment et modulo :
```
 1010 + 1110 = 11000 → 11000 & 1111 = 1000
```

Somme de contrôle finale : 1000